# Marsilea angustifolia
Marsilea angustifolia är en klöverbräkenväxtart som beskrevs av Robert Brown. Marsilea angustifolia ingår i släktet Marsilea och familjen Marsileaceae.
Inga underarter finns listade.